# Eclissi solare del 19 agosto 1887
L'eclissi solare del 19 agosto 1887 è un evento astronomico che ha avuto luogo il suddetto giorno attorno alle ore 5.32 UTC.
L'eclissi, di tipo totale, è stata visibile in alcune parti dell'Europa e dell'Asia (Giappone).

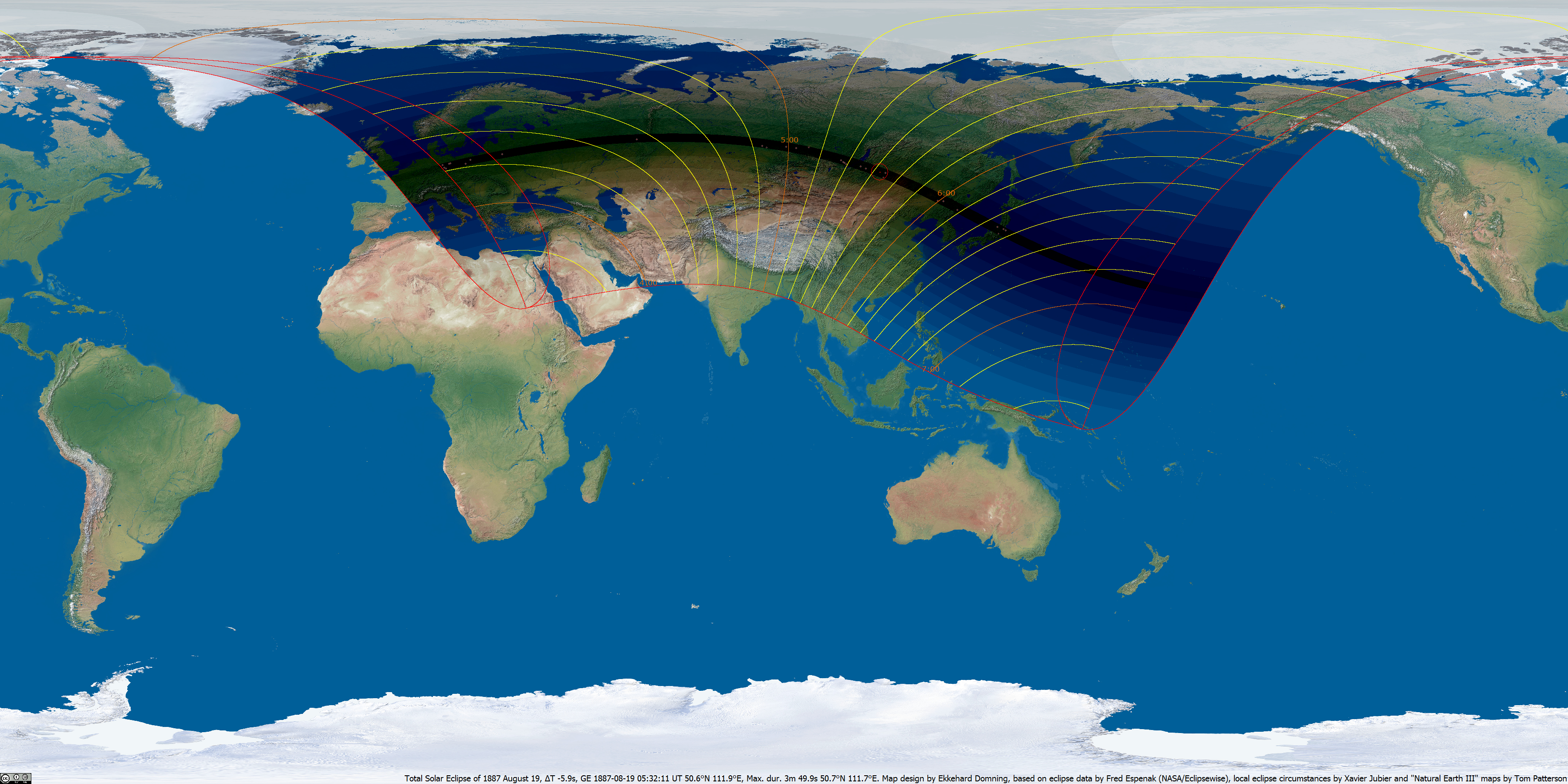
Rappresentazione della copertura dell'evento

La durata della fase massima dell'eclissi è stata di 3 minuti e 50 secondi e l'ombra lunare sulla superficie terrestre ha raggiunto una larghezza di 221 km.
L'eclissi del 19 agosto 1887 divenne la seconda eclissi solare nel 1887 e la 211ª nel XIX secolo. La precedente eclissi solare si è verificata il 22 febbraio 1887, la seguente l'11 febbraio 1888.

## Osservazioni documentate

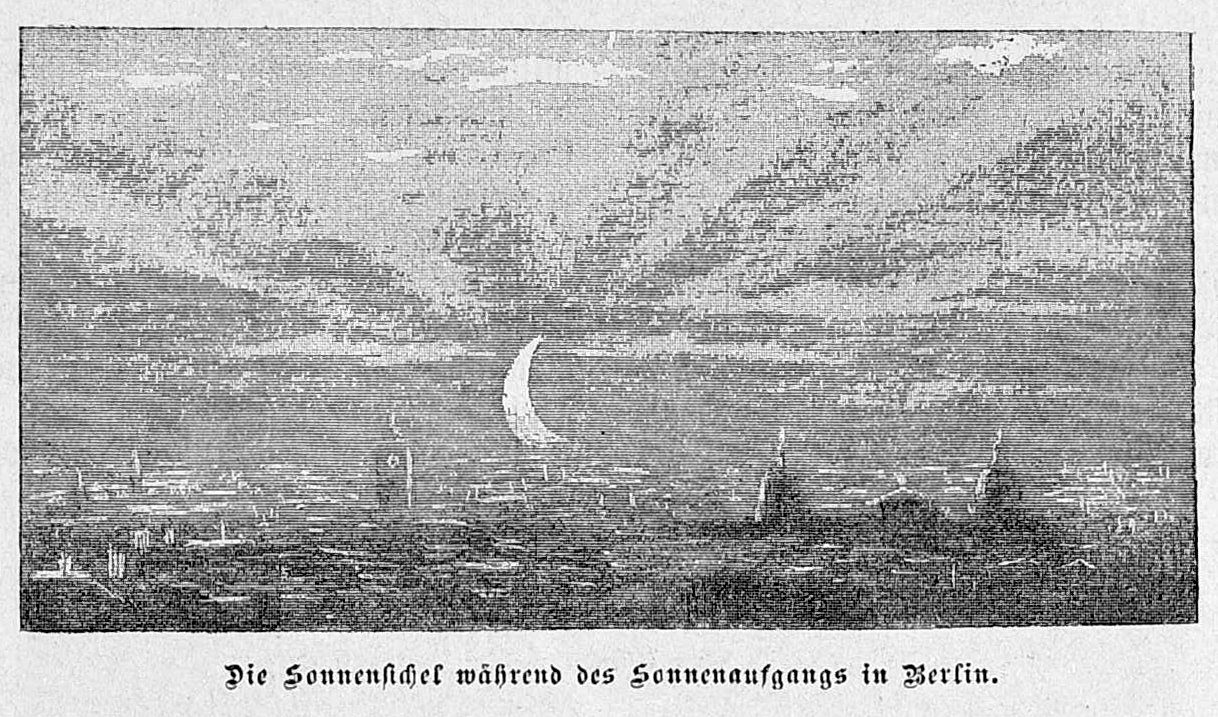
Immagine dell'eclissi del 19 agosto presente alla pagina 509 di "Die Gartenlaube" (il gazebo), primo quotidiano tedesco ad ampia diffusione, precursore delle riviste moderne; 1887

Il chimico russo Dmitry Mendeleev è salito su una mongolfiera vicino a Mosca per osservare l'evento.
L'ingegnere e scienziato autodidatta Ivan Yarkovsky ha utilizzato l'eclissi per condurre esperimenti per testare la sua teoria cinetica della gravità. Sebbene la teoria fosse errata, l'effetto Yarkovsky formulato durante i suoi studi è stato confermato e ora gioca un ruolo importante nello studio della dinamica degli asteroidi.
Lo scrittore russo Anton Čechov ha pubblicato il racconto "Dal diario di un uomo irascibile" sei settimane prima che l'eclissi attraversasse la Russia. La storia include una sezione importante sulle frustrazioni di un uomo che cerca di effettuar una grande varietà di osservazioni durante il breve intervallo della totalità. Nel racconto la data dell'eclissi è il 7 agosto 1887, ma questo non è un errore. Questa è la data corretta sul calendario giuliano, allora in vigore in Russia, che non si convertì al calendario gregoriano fino a dopo l'istituzione dell'URSS. Spedizione americane si recarono in Giappone per l'evento.

## Eclissi correlate

### Ciclo di Saros 143
L'evento fa parte del ciclo 143 di Saros, che si ripete ogni 18 anni, 11 giorni, contenente 72 eventi. La serie è iniziata con un'eclissi solare parziale il 7 marzo 1617 e un evento totale dal 24 giugno 1797 al 24 ottobre 1995. Il ciclo comprende eclissi ibride dal 3 novembre 2013 al 6 dicembre 2067 ed eclissi anulari dal 16 dicembre 2085 al 16 settembre 2536. La serie termina al membro 72 con un'eclissi parziale il 23 aprile 2873. La durata più lunga della totalità è stata di 3 minuti e 50 secondi il 19 agosto 1887. Tutte le eclissi di questa serie si verificano nel nodo ascendente della Luna.